# آلفرد جی. نادسون
آلفرد جی. نادسون (انگلیسی: Alfred G. Knudson; ۹ اوت ۱۹۲۲ – ۱۰ ژوئیهٔ ۲۰۱۶) دانشمند در زمینه ژنتیک اهل ایالات متحده آمریکا بود.
وی همچنین برندهٔ جوایزی همچون جایزه پژوهش پزشکی بالینی لسکر-دی‌بیکی، جایزه ویلیام الن، جایزه کیوتو، جایزه گاردینر، و کمک‌هزینه گوگنهایم شده‌است.